# Véronique Bessis
Véronique Bessis (ur. 6 października 1950 w Rouen) – francuska brydżystka, World Grand Master w kategorii Kobiet (WBF), European Grand Master, European Champion w kategoriach Kobiet i Mixed (EBL).
Véronique Bessis z wykształcenia jest matematykiem.
Jest profesjonalną brydżystką – wykładowcą brydża w akademii jej męża. Jej mąż, Michel Bessis, jest czołowym brydżystą francuskim. Mają dwóch synów Thomasa i Oliviera, będącymi również brydżystami. Zawodową brydżystką jest również jej siostra Anne-Frédérique Levy będąca żoną wielokrotnego mistrza Francji Alaina Levy.

## Wyniki brydżowe

### Olimpiady
Na olimpiadach uzyskała następujące rezultaty:
| Olimpiady brydżowe. Zawody teamów | Olimpiady brydżowe. Zawody teamów | Olimpiady brydżowe. Zawody teamów   | Olimpiady brydżowe. Zawody teamów | Olimpiady brydżowe. Zawody teamów | Olimpiady brydżowe. Zawody teamów |
| Rok                               | Miejsce                           | Zawody                              | Kategoria                         | Drużyna                           | Pozycja                           |
| --------------------------------- | --------------------------------- | ----------------------------------- | --------------------------------- | --------------------------------- | --------------------------------- |
| 2012                              | Lille                             | 2 Olimpiada Sportów Umysłowych      | Kobiety                           | France                            | 4                                 |
| 2004                              | Stambuł                           | 12 Olimpiada Teamów                 | Kobiety                           | France                            | 5                                 |
| 2002                              | Salt Lake City                    | 4 Mistrzostwa o Wielką Nagrodę MKOL | Kobiety                           | France                            | 1                                 |
| 2000                              | Lozanna                           | 3 Mistrzostwa o Wielką Nagrodę MKOL | Kobiety                           | Europe                            | 1                                 |
| 2000                              | Maastricht                        | 11 Olimpiada Brydżowa               | Kobiety                           | France                            | 9                                 |
| 1999                              | Lozanna                           | 2 Mistrzostwa o Wielką Nagrodę MKOL | Kobiety                           | Europe                            | 1                                 |
| 1996                              | Rodos                             | 10 Olimpiada Teamów                 | Kobiety                           | France                            | 11                                |
| 1992                              | Salsomaggiore                     | 9 Olimpiada Teamów                  | Kobiety                           | France                            | 3                                 |

### Zawody światowe
W światowych zawodach zdobyła następujące lokaty:
| Mistrzostwa Świata. Konkurencja teamów | Mistrzostwa Świata. Konkurencja teamów | Mistrzostwa Świata. Konkurencja teamów | Mistrzostwa Świata. Konkurencja teamów | Mistrzostwa Świata. Konkurencja teamów | Mistrzostwa Świata. Konkurencja teamów |
| Rok                                    | Miejsce                                | Zawody                                 | Kategoria                              | Drużyna                                | Pozycja                                |
| -------------------------------------- | -------------------------------------- | -------------------------------------- | -------------------------------------- | -------------------------------------- | -------------------------------------- |
| 2011                                   | Pekin                                  | SportAccord World Mind Games           | Kobiety                                | France                                 | 4                                      |
| 2011                                   | Veldhoven                              | 40 Mistrzostwa Świata Teamów           | Kobiety                                | France                                 | 1                                      |
| 2010                                   | Filadelfia                             | 13 Seria Mistrzostw Świata             | Open                                   | French Juniors                         | 97                                     |
| 2010                                   | Filadelfia                             | 13 Seria Mistrzostw Świata             | Miksty                                 | France Girls                           | 60                                     |
| 2009                                   | São Paulo                              | 39 Mistrzostwa Świata Teamów           | Kobiety                                | France                                 | 3                                      |
| 2006                                   | Werona                                 | 12 Mistrzostwa Świata                  | Kobiety                                | Bessis                                 | 9                                      |
| 2005                                   | Estoril                                | 37 Mistrzostwa Świata Teamów           | Trans                                  | Bessis                                 | 32                                     |
| 2002                                   | Montreal                               | 11 Mistrzostwa Świata                  | Kobiety                                | Bessis                                 | 3                                      |
| 2001                                   | Paryż                                  | 35 Mistrzostwa Świata Teamów           | Kobiety                                | France                                 | 2                                      |
| 2000                                   | Maastricht                             | 11 Olimpiada Brydżowa                  | Miksty                                 | Bessis                                 | 2                                      |
| 2000                                   | Southampton                            | 34 Mistrzostwa Świata Teamów           | Kobiety                                | France                                 | 5                                      |
| 1998                                   | Lille                                  | 10 Mistrzostwa Świata                  | Kobiety                                | Bessis                                 | 5                                      |
| 1997                                   | Hammamet                               | 33 Mistrzostwa Świata Teamów           | Kobiety                                | France                                 | 4                                      |
| 1995                                   | Pekin                                  | 32 Mistrzostwa Świata Teamów           | Kobiety                                | France                                 | 3                                      |
| 1994                                   | Albuquerque                            | 9 Mistrzostwa Świata                   | Kobiety                                | Bessis                                 | 9                                      |
| 1987                                   | Ocho Rios                              | 28 Mistrzostwa Świata Teamów           | Kobiety                                | France                                 | 2                                      |
| 1985                                   | São Paulo                              | 27 Mistrzostwa Świata Teamów           | Kobiety                                | France                                 | 3                                      |
| 1982                                   | Biarritz                               | 6 Mistrzostwa Świata                   | Open                                   | Aujaleu                                | 45                                     |

| Mistrzostwa Świata. Konkurencja par | Mistrzostwa Świata. Konkurencja par | Mistrzostwa Świata. Konkurencja par | Mistrzostwa Świata. Konkurencja par | Mistrzostwa Świata. Konkurencja par | Mistrzostwa Świata. Konkurencja par |
| Rok                                 | Miejsce                             | Zawody                              | Kategoria                           | Partner                             | Pozycja                             |
| ----------------------------------- | ----------------------------------- | ----------------------------------- | ----------------------------------- | ----------------------------------- | ----------------------------------- |
| 2011                                | Pekin                               | SportAccord World Mind Games        | Kobiety                             | Catherine d'Ovidio                  | 5                                   |
| 2010                                | Filadelfia                          | 13 Mistrzostwa Świata               | Miksty                              | Romain Zaleski                      | 369                                 |
| 2006                                | Werona                              | 12 Mistrzostwa Świata               | Kobiety                             | Sylvie Willard                      | 10                                  |
| 2002                                | Montreal                            | 11 Mistrzostwa Świata               | Open                                | Philippe Clement                    | 80                                  |
| 2002                                | Montreal                            | 11 Mistrzostwa Świata               | Miksty                              | Michel Bessis                       | 10                                  |
| 1998                                | Lille                               | 10 Mistrzostwa Świata               | Miksty                              | Michel Bessis                       | 21                                  |
| 1998                                | Lille                               | 10 Mistrzostwa Świata               | Kobiety                             | Catherine Saul                      | 3                                   |
| 1994                                | Albuquerque                         | 9 Mistrzostwa Świata                | Miksty                              | Michel Bessis                       | 35                                  |
| 1994                                | Albuquerque                         | 9 Mistrzostwa Świata                | Kobiety                             | Catherine Saul                      | 2                                   |
| 1982                                | Biarritz                            | 6 Mistrzostwa Świata                | Miksty                              | Michel Abécassis                    | 40                                  |
| 1982                                | Biarritz                            | 6 Mistrzostwa Świata                | Kobiety                             | Daniele Allouche                    | 10                                  |

| Mistrzostwa Świata. Konkurencja indywidualna | Mistrzostwa Świata. Konkurencja indywidualna | Mistrzostwa Świata. Konkurencja indywidualna | Mistrzostwa Świata. Konkurencja indywidualna | Mistrzostwa Świata. Konkurencja indywidualna | Mistrzostwa Świata. Konkurencja indywidualna |
| Rok                                          | Miejsce                                      | Zawody                                       | Kategoria                                    | Pozycja                                      |                                              |
| -------------------------------------------- | -------------------------------------------- | -------------------------------------------- | -------------------------------------------- | -------------------------------------------- | -------------------------------------------- |
| 2011                                         | Pekin                                        | SportAccord World Mind Games                 | Kobiety                                      | 8                                            |                                              |
| 2004                                         | Werona                                       | 6 Indywidualne Mistrzostwa Świata            | Kobiety                                      | 9                                            |                                              |
| 2000                                         | Ateny                                        | 5 Indywidualne Mistrzostwa Świata            | Kobiety                                      | 17                                           |                                              |
| 1998                                         | Ajaccio                                      | 4 Indywidualne Mistrzostwa Świata            | Kobiety                                      | 2                                            |                                              |
| 1996                                         | Paryż                                        | 3 Indywidualne Mistrzostwa Świata            | Kobiety                                      | 19                                           |                                              |
| 1994                                         | Paryż                                        | 2 Indywidualne Mistrzostwa Świata            | Kobiety                                      | 8                                            |                                              |

### Zawody europejskie
W europejskich zawodach zdobyła następujące lokaty:
| Zawody europejskie. Konkurencja teamów | Zawody europejskie. Konkurencja teamów | Zawody europejskie. Konkurencja teamów | Zawody europejskie. Konkurencja teamów | Zawody europejskie. Konkurencja teamów | Zawody europejskie. Konkurencja teamów |
| Rok                                    | Miejsce                                | Zawody                                 | Kategoria                              | Drużyna                                | Pozycja                                |
| -------------------------------------- | -------------------------------------- | -------------------------------------- | -------------------------------------- | -------------------------------------- | -------------------------------------- |
| 2013                                   | Ostenda                                | 6. Otwarte Mistrzostwa Europy          | Miksty                                 | Monaco                                 | 24                                     |
| 2013                                   | Ostenda                                | 6. Otwarte Mistrzostwa Europy          | Kobiety                                | Peccoud                                | 20                                     |
| 2011                                   | Poznań                                 | 5. Otwarte Mistrzostwa Europy          | Kobiety                                | Cronier                                | 3                                      |
| 2010                                   | Ostenda                                | 50 Mistrzostwa Europy Teamów           | Kobiety                                | France                                 | 1                                      |
| 2009                                   | San Remo                               | 4 Otwarte Mistrzostwa Europy           | Open                                   | Duguet                                 | 17                                     |
| 2009                                   | San Remo                               | 4 Otwarte Mistrzostwa Europy           | Miksty                                 | Zaleski                                | 9                                      |
| 2008                                   | Pau                                    | 49 Mistrzostwa Europy Teamów           | Kobiety                                | France                                 | 1                                      |
| 2007                                   | Antalya                                | 3 Otwarte Mistrzostwa Europy           | Miksty                                 | Payen                                  | 5                                      |
| 2005                                   | Teneryfa                               | 2 Otwarte Mistrzostwa Europy           | Miksty                                 | Zimmermann                             | 53                                     |
| 2005                                   | Teneryfa                               | 2 Otwarte Mistrzostwa Europy           | Open                                   | Allix                                  | 9                                      |
| 2004                                   | Malmö                                  | 47 Mistrzostwa Europy Teamów           | Kobiety                                | France                                 | 3                                      |
| 2003                                   | Mentona                                | 1 Otwarte Mistrzostwa Europy           | Miksty                                 | Zimmermann                             | 96                                     |
| 2003                                   | Mentona                                | 1 Otwarte Mistrzostwa Europy           | Kobiety                                | Luis Vuitton                           | 5                                      |
| 2002                                   | Salsomaggiore                          | 46 Mistrzostwa Europy Teamów           | Kobiety                                | France                                 | 11                                     |
| 2002                                   | Ostenda                                | 7 Mistrzostwa Europy Mikstów           | Miksty                                 | Zimmermann                             | 7                                      |
| 1999                                   | Malta                                  | 44 Mistrzostwa Europy Teamów           | Kobiety                                | France                                 | 3                                      |
| 1998                                   | Akwizgran                              | 5 Mistrzostwa Europy Mikstów           | Miksty                                 | Bessis                                 | 1                                      |
| 1997                                   | Montecatini                            | 43 Mistrzostwa Europy Teamów           | Kobiety                                | France                                 | 2                                      |
| 1996                                   | Monte Carlo                            | 4 Mistrzostwa Europy Mikstów           | Miksty                                 | Bessis                                 | 1                                      |
| 1995                                   | Vilamoura                              | 42 Mistrzostwa Europy Teamów           | Kobiety                                | France                                 | 1                                      |
| 1994                                   | Barcelona                              | 3 Mistrzostwa Europy Mikstów           | Miksty                                 | Koumetz                                | 15                                     |
| 1992                                   | Ostenda                                | 2 Mistrzostwa Europy Mikstów           | Miksty                                 | Bessis                                 | 13                                     |
| 1991                                   | Killarney                              | 40 Mistrzostwa Europy Teamów           | Kobiety                                | France                                 | 6                                      |
| 1990                                   | Bordeaux                               | 1 Mistrzostwa Europy Mikstów           | Miksty                                 | Saul                                   | 11                                     |
| 1989                                   | Turku                                  | 39 Mistrzostwa Europy Teamów           | Kobiety                                | France                                 | 3                                      |
| 1987                                   | Brighton                               | 38 Mistrzostwa Europy Teamów           | Kobiety                                | France                                 | 1                                      |
| 1985                                   | Salsomaggiore                          | 37 Mistrzostwa Europy Teamów           | Kobiety                                | France                                 | 1                                      |
| 1983                                   | Wiesbaden                              | 36 Mistrzostwa Europy Teamów           | Kobiety                                | France                                 | 1                                      |

| Zawody europejskie. Konkurencja par | Zawody europejskie. Konkurencja par | Zawody europejskie. Konkurencja par | Zawody europejskie. Konkurencja par | Zawody europejskie. Konkurencja par | Zawody europejskie. Konkurencja par |
| Rok                                 | Miejsce                             | Zawody                              | Kategoria                           | Partner                             | Pozycja                             |
| ----------------------------------- | ----------------------------------- | ----------------------------------- | ----------------------------------- | ----------------------------------- | ----------------------------------- |
| 2013                                | Ostenda                             | 6. Otwarte Mistrzostwa Europy       | Kobiety                             | Carole Puillet                      | 3                                   |
| 2013                                | Ostenda                             | 6. Otwarte Mistrzostwa Europy       | Open                                | Carole Puillet                      | 122                                 |
| 2013                                | Ostenda                             | 6. Otwarte Mistrzostwa Europy       | Miksty                              | Thomas Bessis                       | 136                                 |
| 2009                                | San Remo                            | 4 Otwarte Mistrzostwa Europy        | Kobiety                             | Elisabeth Hugon                     | 3                                   |
| 2009                                | San Remo                            | 4 Otwarte Mistrzostwa Europy        | Miksty                              | Romain Zaleski                      | 129                                 |
| 2007                                | Antalya                             | 3 Otwarte Mistrzostwa Europy        | Kobiety                             | Nathalie Frey                       | 12                                  |
| 2007                                | Antalya                             | 3 Otwarte Mistrzostwa Europy        | Miksty                              | Thomas Bessis                       | 16                                  |
| 2005                                | Teneryfa                            | 2 Otwarte Mistrzostwa Europy        | Mikst                               | Olivier Bessis                      | 235                                 |
| 2002                                | Ostenda                             | 7 Mistrzostwa Europy Mikstów        | Mikst                               | Michel Bessis                       | 23                                  |
| 2001                                | Teneryfa                            | 45 Mistrzostwa Europy Teamów        | Kobiety                             | M. Dubus                            | 22                                  |
| 1999                                | Malta                               | 44 Mistrzostwa Europy Teamów        | Kobiety                             | M. Dubus                            | 64                                  |
| 1998                                | Akwizgran                           | 5 Mistrzostwa Europy Mikstów        | Mikst                               | Olivier Bessis                      | 371                                 |
| 1996                                | Monte Carlo                         | 4 Mistrzostwa Europy Mikstów        | Mikst                               | Michel Bessis                       | 30                                  |
| 1994                                | Barcelona                           | 3 Mistrzostwa Europy Mikstów        | Miksty                              | Michel Bessis                       | 75                                  |
| 1992                                | Ostenda                             | 2 Mistrzostwa Europy Mikstów        | Mikst                               | Philippe Cronier                    | 6                                   |
| 1991                                | Killarney                           | 1 Mistrzostwa Europy Mikstów        | Kobiety                             | Sylvie Willard                      | 33                                  |
| 1990                                | Bordeaux                            | 1 Mistrzostwa Europy Mikstów        | Mikst                               | Michel Bessis                       | 190                                 |
| 1989                                | Salsomaggiore                       | 5 Mistrzostwa Europy Par            | Open                                | Danièle Gaviard                     | 113                                 |
| 1989                                | Turku                               | 39 Mistrzostwa Europy Teamów        | Kobiety                             | Sylvie Willard                      | 15                                  |
| 1987                                | Brighton                            | 4 Mistrzostwa Europy Par            | Kobiety                             | Sylvie Willard                      | 22                                  |

## Klasyfikacja
- Véronique Bessis – klasyfikacja WBF (ang.)
- Véronique Bessis – klasyfikacja EBL (ang.)